# Pył (gruntoznawstwo)
Pył (ang. silt) – frakcja granulometryczna gleb lub gruntu (od 0,002 mm do 0,05 mm lub 0,063 mm według ISO 14688). Zgodnie z klasyfikacją Polskiego Towarzystwa Gleboznawczego frakcja pyłowa obejmuje wymiary od 0,002 do 0,05 mm i dzieli się na pył gruby (0,05-0,02 mm) i pył drobny (0,02-0,002 mm).

## Podgrupy
Podgrupy granulometryczne pyłu oraz udział poszczególnych frakcji (według BN-78/9180-11):
- pył piaszczysty: piasek 25–59%, pył 41-75%, ił 0–20%,
- pył zwykły: piasek 0–24%, pył 56-100%, ił 0–20%,
- pył gliniasty: piasek 0–38%, pył 41-79%, ił 21–35%,
- pył ilasty: piasek 0–23%, pył 41-64%, ił 36–50%.

Podgrupy granulometryczne pyłu oraz udział poszczególnych frakcji (od 2008 r.):
- pył gliniasty: 8% ≤piasek< 50%,50% <pył≤ 80%,ił≤ 12%,
- pył zwykły: piasek< 20%, pył> 80%, ił≤ 12%,
- pył ilasty: piasek< 38%,50% <pył< 88%,12% <ił≤ 27%.

Glina pylasta według wcześniejszych klasyfikacji to obecnie pył ilasty (clSi).
Przybliżone porównanie obu klasyfikacji:
| Klasyfikacja według BN-78/9180-11                                        | Klasyfikacja po 2008 r. |
| ------------------------------------------------------------------------ | ----------------------- |
| pył piaszczysty                                                          | glina piaszczysta       |
| pył zwykły                                                               | pył zwykły              |
| pył gliniasty grubopyłowy (zawierający powyżej 20% frakcji pyłu grubego) | glina piaszczysta       |
| pył gliniasty drobnopyłowy (zawierający do 20% frakcji pyłu grubego)     | pył gliniasty           |
| pył ilasty                                                               | pył ilasty              |